# Grote Alliantie (1689)
De Grote Alliantie, ook wel Grote Alliantie van Wenen (Duits: Wiener Grosse Allianz) genoemd, was een 17e-eeuws bondgenootschap om de expansiepolitiek van Lodewijk XIV van Frankrijk een halt toe te roepen. Het bondgenootschap bestond van 1689 tot de Vrede van Rijswijk in 1697. Engeland en de Nederlandse republiek voegden zich bij de oorspronkelijke lidstaten van de anti-Franse Liga van Augsburg - het Heilige Roomse Rijk, Denemarken, Zweden, het hertogdom Savoie en Spanje.

## Geschiedenis

### Achtergrond

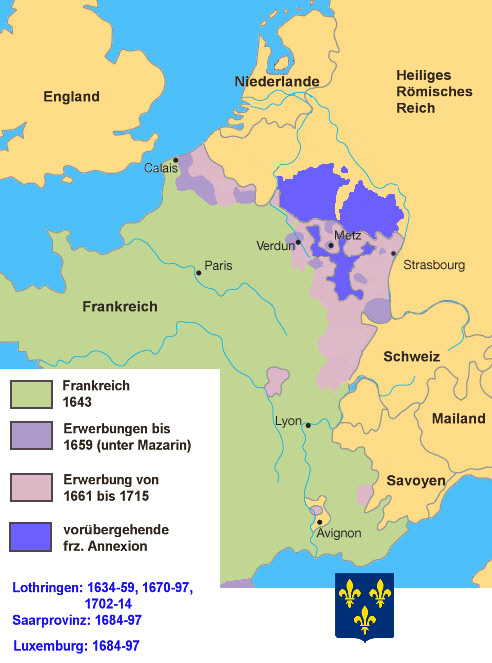
Veroveringen van Lodewijk XIV

De Liga van Augsburg was ontstaan als een anti-Frans bondgenootschap om de expansiepolitiek van koning Lodewijk XIV van Frankrijk in de Palts te blokkeren.
De liga was al verwikkeld in de Negenjarige Oorlog tegen Frankrijk op het moment van de uitbreiding van de alliantie.
De liga bestond reeds uit:
- de Rooms-Duitse keizer Leopold I
- de keurvorst van Brandenburg en hertog van Pruisen, Frederik I
- de keurvorst van Saksen, August II
- de keurvorst van Brunswijk-Lüneburg ofwel Hannover, Ernst August
- de keurvorst van Beieren, Maximiliaan II, de latere landvoogd der Spaanse Nederlanden

en bijgestaan door Karel II van Spanje en Karel XI van Zweden.

### Bondgenootschap met Willem III van Oranje
Keizer Leopold I in Wenen kwam tot een uitbreiding van het bondgenootschap met Willem III van Oranje (1689). Hiermee sloten de Republiek der Zeven Verenigde Nederlanden en de koninkrijken Engeland, Schotland en Ierland zich aan, in de ene persoon van Willem III. De katholieke Leopold I had vooraf zijn biechtvaders geraadpleegd of hij zulk een akkoord kon sluiten met de protestantse Willem, die recent de katholiek Jacobus II van Engeland had opzij gezet. Voor Willem speelden 2 motieven om zich aan te sluiten tegen Frankrijk:
1. de militaire druk in de Spaanse Nederlanden opdrijven;
2. de Britse kolonies in Noord-Amerika beschermen[1].

Voor keizer Leopold I speelde eerder een politiek motief mee: zich profileren om de westgrens van het Rooms-Duitse rijk te beschermen en dit in volle Grote Turkse oorlog aan zijn oostgrens.
In 1691 trokken Zweden en Denemarken zich stil terug om militair neutraal te zijn. Hertog Victor Amadeus II van Savoye sloot zich dan weer aan uit schrik voor een Franse invasie.

### Gevolgen
- De Franse expansie werd gestopt dankzij de alliantie. De Spaanse Nederlanden werden geen Frans grondgebied want Willem III consolideerde er de Nederlands-Britse militaire macht bij middel van de alliantie[4].
- De keurvorsten van de alliantie werden beloond met koningschappen: de keurvorst van Hannover werd tevens Brits koning, deze van Brandenburg noemde zich voortaan koning in Pruisen en deze van Saksen werd ook koning van Polen.
- De Rooms-Duitse keizer sloot vrede met de Ottomanen in Karlowitz (1699) en concentreerde zich voortaan op de Spaanse erfeniskwestie. De Grote Alliantie werd opnieuw opgepikt in het Verdrag van Den Haag (1701). Het Anjouaans bewind in de Spaanse Nederlanden werd hierna omver geworpen door de Geallieerden.